# پتروقزاقستان
پتروقزاقستان (به انگلیسی: PetroKazakhstan) شرکت نفت و گاز قزاقستانی است، که در زمینه اکتشاف و استخراج نفت خام، گاز طبیعی و تولید محصولات پتروشیمی فعالیت می‌نماید. این شرکت هم‌اکنون روزانه ۱۶۵ هزار بشکه نفت خام تولید می‌کند.
شرکت پتروقزاقستان در سال ۱۹۸۶ راه‌اندازی شد و در سال ۲۰۰۵ با مبلغ ۴٫۱ میلیارد دلار توسط شرکت ملی نفت چین خریداری شد، در پی آن از فهرست بازارهای بورس تورنتو، بورس لندن، بورس فرانکفورت، بورس قزاقستان و بورس نیویورک خارج گردید. پتروقزاقستان هم‌اکنون زیرمجموعه‌ای از شرکت پتروچاینا می‌باشد.
دفتر مرکزی این شرکت در شهر آلماآتی، قزاقستان قرار دارد و دفتر عملیاتی آن نیز در کلگری، کانادا مستقر می‌باشد.